# مذناب
مِذْناب (الاسم العلمي Papilio)، جنس حشرات من الفراشات ينتمي إلى فصيلة فراشات خطافية الذيل وفُصيلة المذنابيات.